# Arrêt Mousse contre SNCF Connect et CNIL
L'arrêt Mousse contre SNCF Connect et CNIL est un arrêt de la Cour Européenne de Justice concernant l'application du RGPD vis-à-vis de l'obligation de déclarer une civilité lors de l'achat de billet via le site SNCF Connect. 

## Historique
Le 12 janvier 2021, une plainte est déposée par les associations Mousse et STOP Homophobie ainsi que 64 personnes contre la SNCF devant la CNIL. La plainte porte sur l'obligation de déclarer une civilité binaire lors de l'achat de billet de train et l'impact sur les personnes non binaires, trans ou intersexes.
En mars 2021, la CNIL rejette la plainte, et l'affaire est portée devant le Conseil d'État qui en réfère à la CJUE en mai 2023,.
Le 11 juillet 2024, l'avocat général plaide en faveur des associations plaignantes.
Le 9 janvier 2025, la CJUE se prononce en faveur de l'association Mousse, indiquant que le principe de minimisation des données du RGPD implique que la collecte des données sur l'identité de genre n'est pas « objectivement indispensable » à la vente de billet de train,, et laisse au Conseil d'état le soin de trancher.
Le 31 juillet 2025, le Conseil d'état annule la décision de la CNIL et demande son réexamen.